# こりんとめーたん
こりんとめーたんは札幌市豊平区のマスコットキャラクターである。

## キャラクター設定

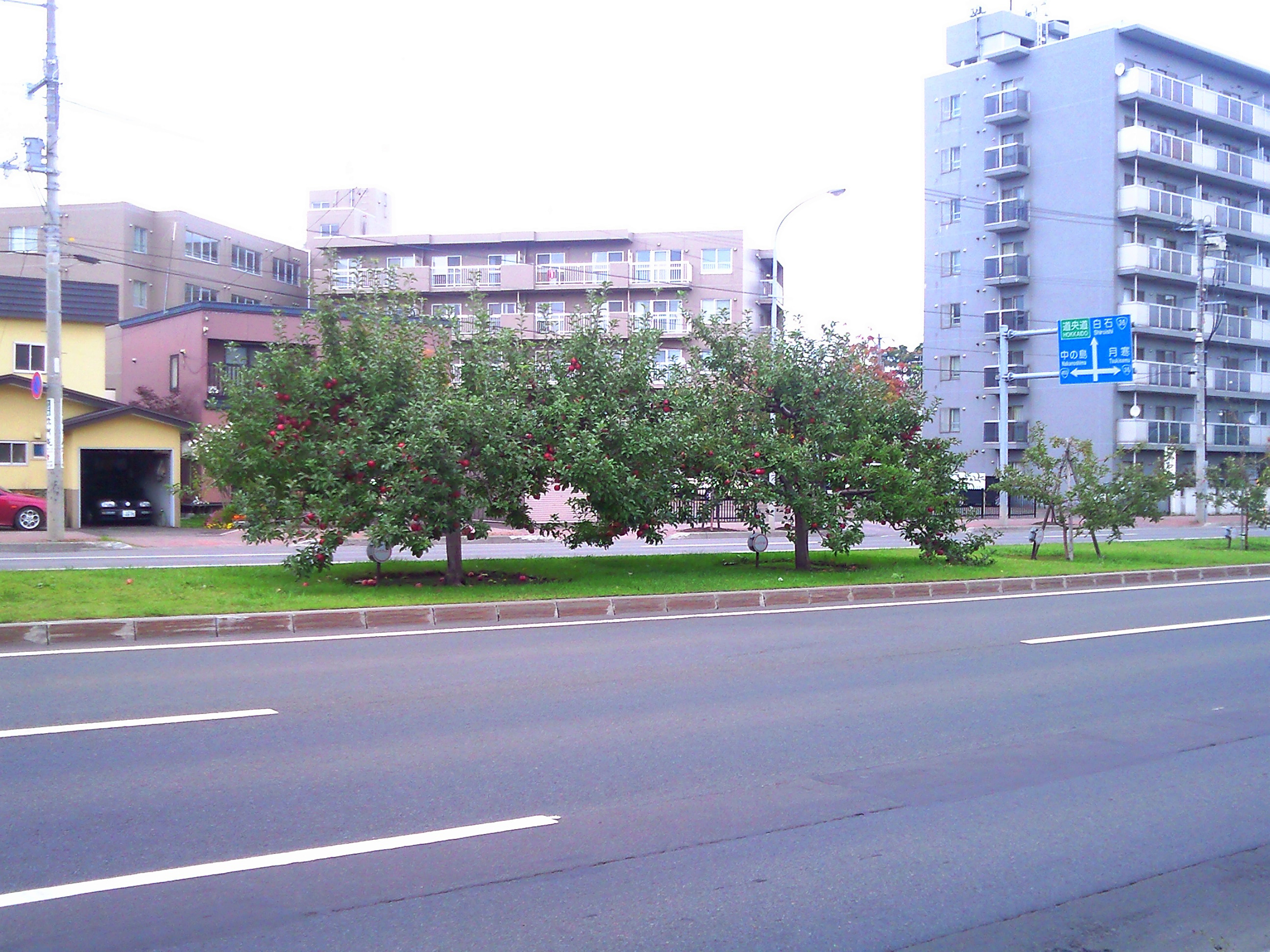
札幌市豊平区のリンゴ並木

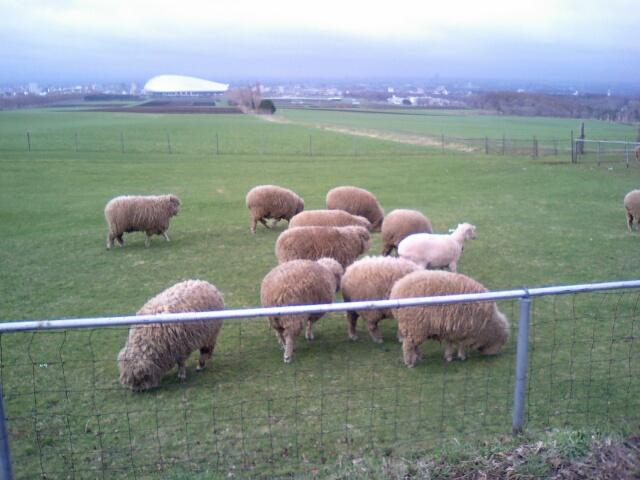
さっぽろ羊ヶ丘展望台の羊

「こりん」と「めーたん」は豊平区民にまちへの愛着をさらに深めてもらおうとして作られたマスコットキャラクターであり、両方ともまち（豊平区）の魅力を発見する探偵という設定である。

### こりん
- 平岸リンゴなど、かつて豊平区内で盛んに栽培されていたリンゴをモチーフとする
- 性格は明るくてしっかりもの
- 趣味はまちをきれいにする、読書
- 家はリンゴ並木のとある品種の枝らしい
- 名前の由来は元気でかわいらしく、顔がこりんとしているから
- 胸のアクセサリーは豊平区の花であるペチュニアのブローチである

### めーたん
- 豊平区内の景勝地である「さっぽろ羊ヶ丘展望台」の羊をモチーフとする
- 性格は元気でおおらか
- 趣味はスポーツ、食べること
- 家は羊ヶ丘展望台の周辺らしい
- 名前の由来は名探偵みたいな服で羊だから
- 街の魅力や楽しいことの発見に関しては、フットワークが軽いらしい

## 誕生の経緯
2003年に豊平区内の小学校から豊平区のキャラクターイメージを募集し、74点のキャラクターイメージ案が寄せられる。そして、寄せられたキャラクターイメージの案を基に「豊平区イメージキャラクター作製委員会」が検討を重ね、リンゴと羊をモチーフとしたキャラクターを製作する。
キャラクターの完成後、2004年2月に札幌市の広報誌「広報さっぽろ」でキャラクターを発表し、併せて愛称を公募。応募数は1003点にのぼり、この中から「豊平区キャラクター愛称選考委員会」が愛称を選考し、豊平区長が最終的に決定する。
区長による愛称決定後の2004年4月、愛称発表セレモニーを行い、この中でマスコットキャラクターの愛称が発表される。

## グッズ
- グッズはキャラクターの誕生以来長らく販売されていなかったが、2011年に締結された豊平区との協定[1]の下、地元の商店街連絡協議会が商品開発を行い、2013年6月から販売されるようになった[2]。
- また、グッズは豊平区主催の行事に参加した際の記念品として配られることがある。
- 豊平区役所のウェブサイト[2]にはお楽しみアイテムとしてぬりえ、メモ用紙、お面のPDFファイルやパソコンの壁紙、スクリーンセーバーがアップされており、誰でもダウンロードして入手することができる。

## その他
- このキャラクターの着ぐるみも製作されており、豊平区を中心とした各種イベントで、必ずこりんとめーたんの2体同時での出演であり、原則こりん・めーたんの単独での出演は認められていない[3]。また、札幌ドームが豊平区内にあることから札幌ドーム内外のイベントで北海道日本ハムファイターズのブリスキー・ザ・ベアー（B☆B）や北海道コンサドーレ札幌のドーレくんと一緒に登場することもしばしばある。
- 豊平区内の通学路の道路に貼る「とまれ」のシール表示にもこのキャラクターがプリントされている。
- 正式略称ではないがこりんとめーたんを略して「こりめ」と呼ばれることがある[4]。
- 札幌市の刊行物で札幌の冬や雪について説明する子ども向け絵本「こりんとめーたん 雪のプレゼント」が2007年8月豊平区土木部より発行されている[5]。
- このキャラクターは豊平区民（または札幌市民）の間で人気が高い。その人気を示す例として、2010年度に東月寒まちづくりセンターで販売された「こりん・めーたん」ポロシャツの販売枚数が最終的に3,179枚となった実績がある[6]。

### 豊平区に関係するキャラクター
- ブリスキー・ザ・ベアー - 北海道日本ハムファイターズのキャラクター
- ドーレくん - 北海道コンサドーレ札幌のキャラクター
- onちゃん - 北海道テレビ放送のキャラクター

### 各区のキャラクター
- 中央区 - （なし）
- 北区 - （なし）
- 東区 - タッピー
- 白石区 - しろっぴー
- 厚別区 - ピカットくん
- 清田区 - きよっち
- 南区 - （なし）
- 西区 - さんかくやまベェ
- 手稲区 - ていぬ